# دانشگاه دفاع ملی (ترکیه)
دانشگاه دفاع ملی (ترکیه) -(ترکی استانبولی: Milli Savunma Üniversitesi (MSÜ)) این یک موسسه آموزش عالی نظامی است که در 31 جولای 2016 زیر نظر وزارت دفاع ملی تأسیس شده است. آموزش و پرورش در دانشگاه از 21 بهمن 1396 با برگزاری مراسمی در دانشکده نیروی هوایی آغاز شد.

## دانشکده‌ها
- انستیتوی جنگ مشترک
- انستیتوی جنگ زمینی
- انستیتوی جنگ هوایی
- انستیتوی جنگ دریایی
- انستیتوی تحقیقات استراتژیک و تحصیلات تکمیلی آتاتورک
- انستیتوی علوم دفاعی و امنیت ملی آلپ ارسلان

## رئیس داشگاه
- پروفسور ایرهان آفیونجو